# Subcostalis
Subcostalis (singular: subcostalis) (Infracostales) består af muskler og aponeurotiske fasciculi, der normalt kun er veludviklet i den nedre del af thorax; hver udspringer fra den indre overflade af et ribben, og hæfter på den indre overflade af det andet eller tredje ribben under, nær dets vinkel.